# Kostel Nejsvětější Trojice (Suchá)
Kostel Nejsvětější Trojice v Suché je novogotickým filiálním kostelem a spadá pod správu nechanické farnosti. Stojí na místě původního gotického kostela. Nachází se v centru vsi Suchá u Nechanic na Královéhradecku. Od roku 2007 je chráněn jako kulturní památka.

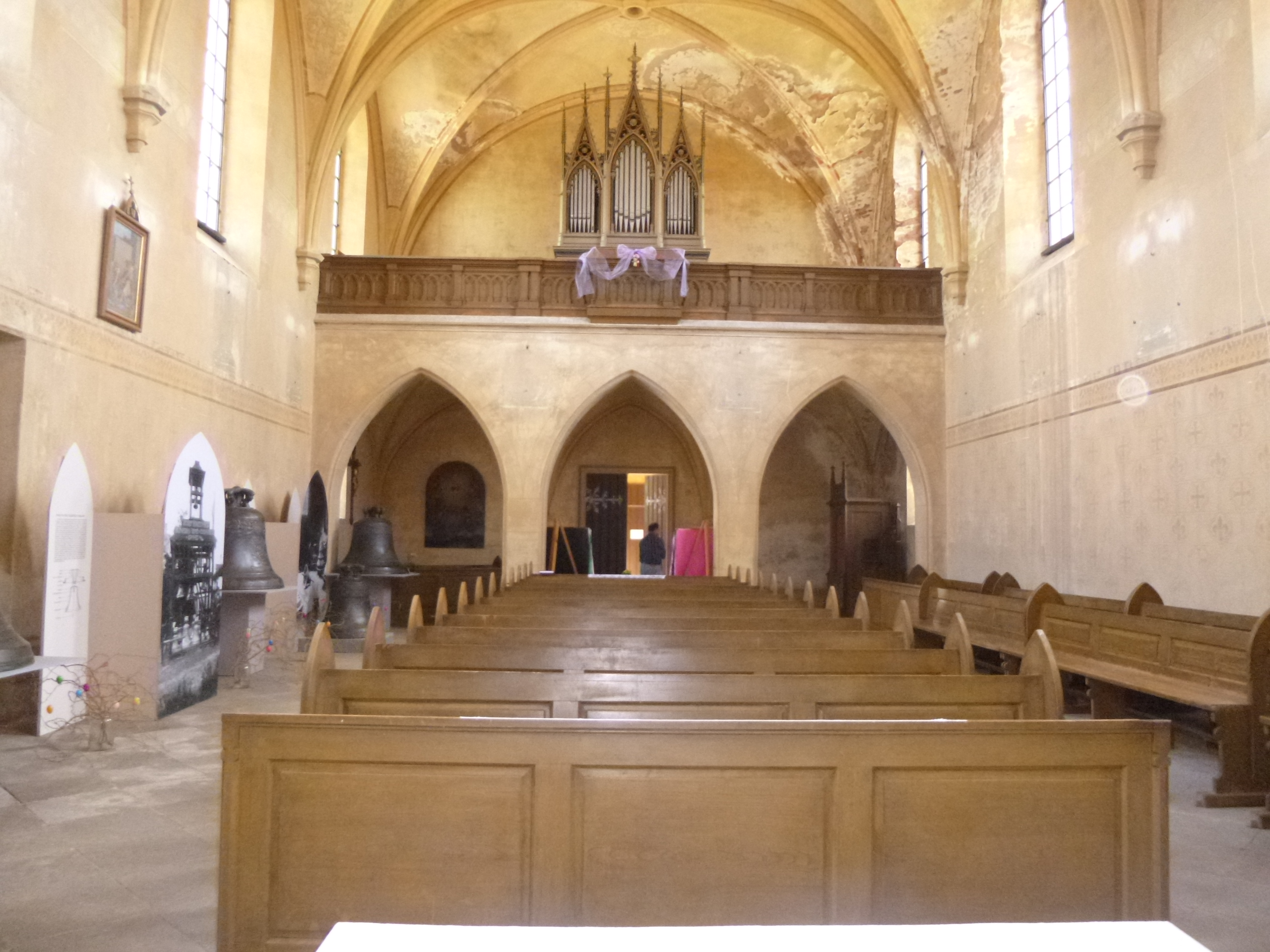
Kruchta

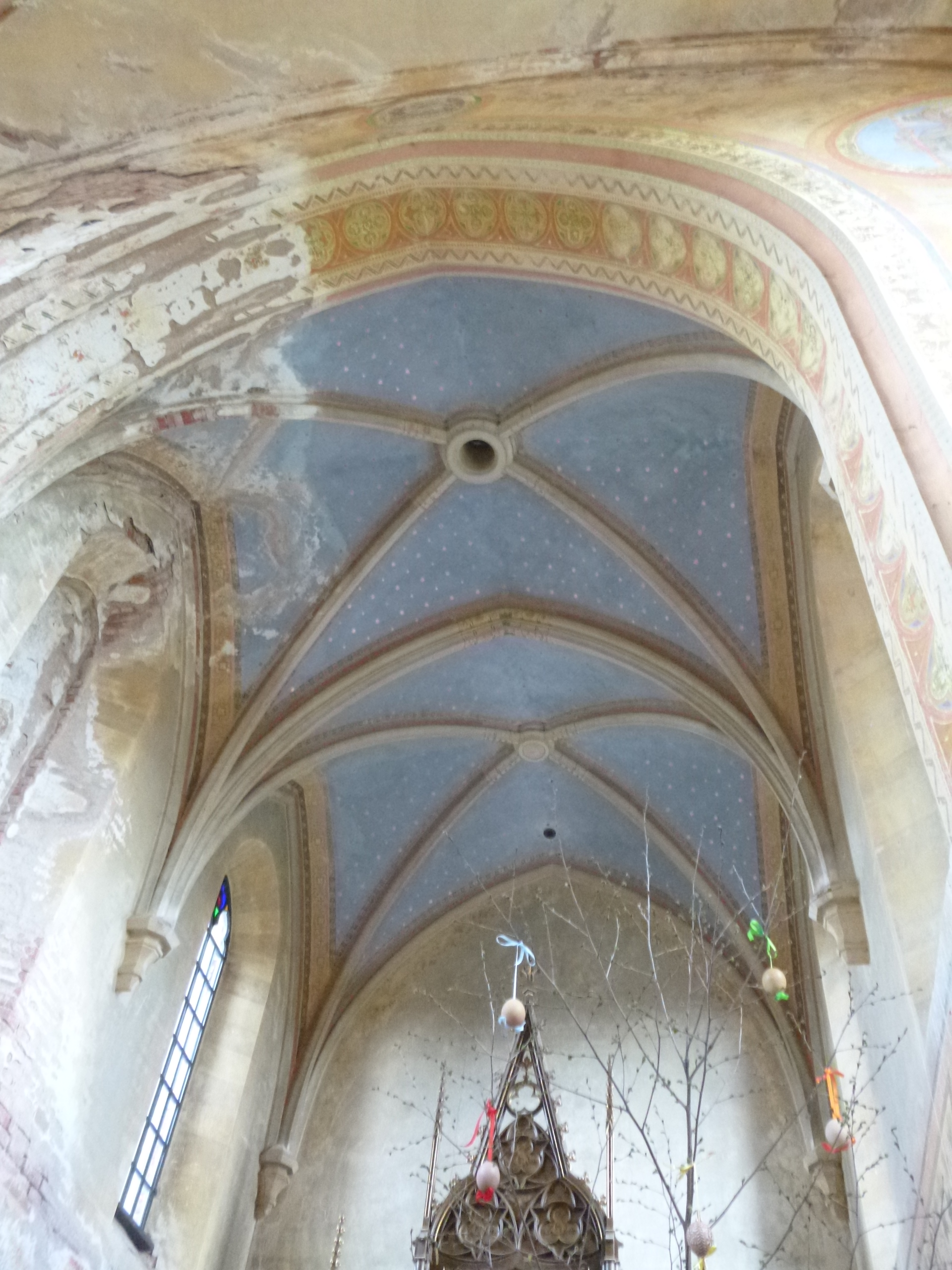
Klenba presbyteria

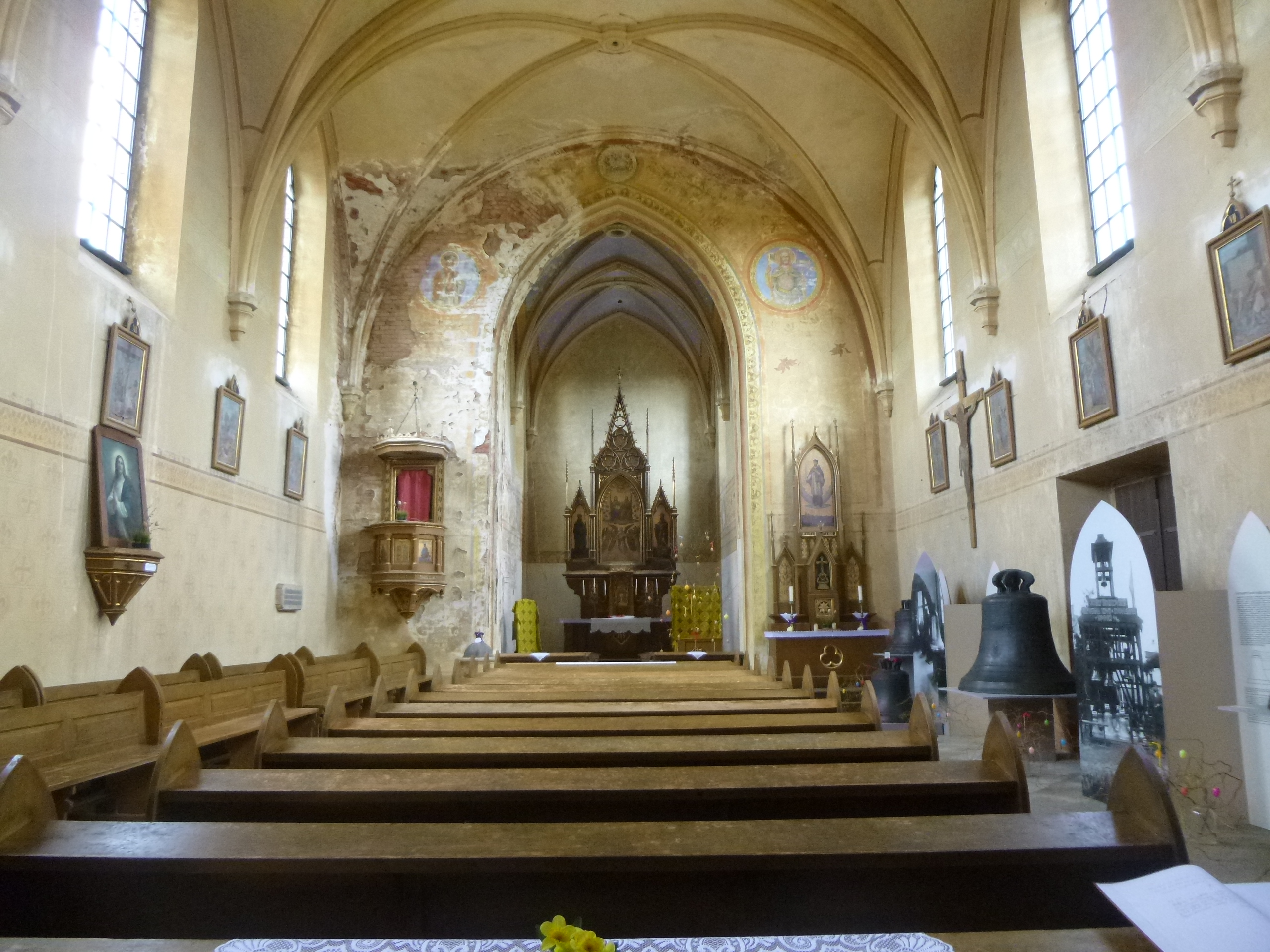
Interiér

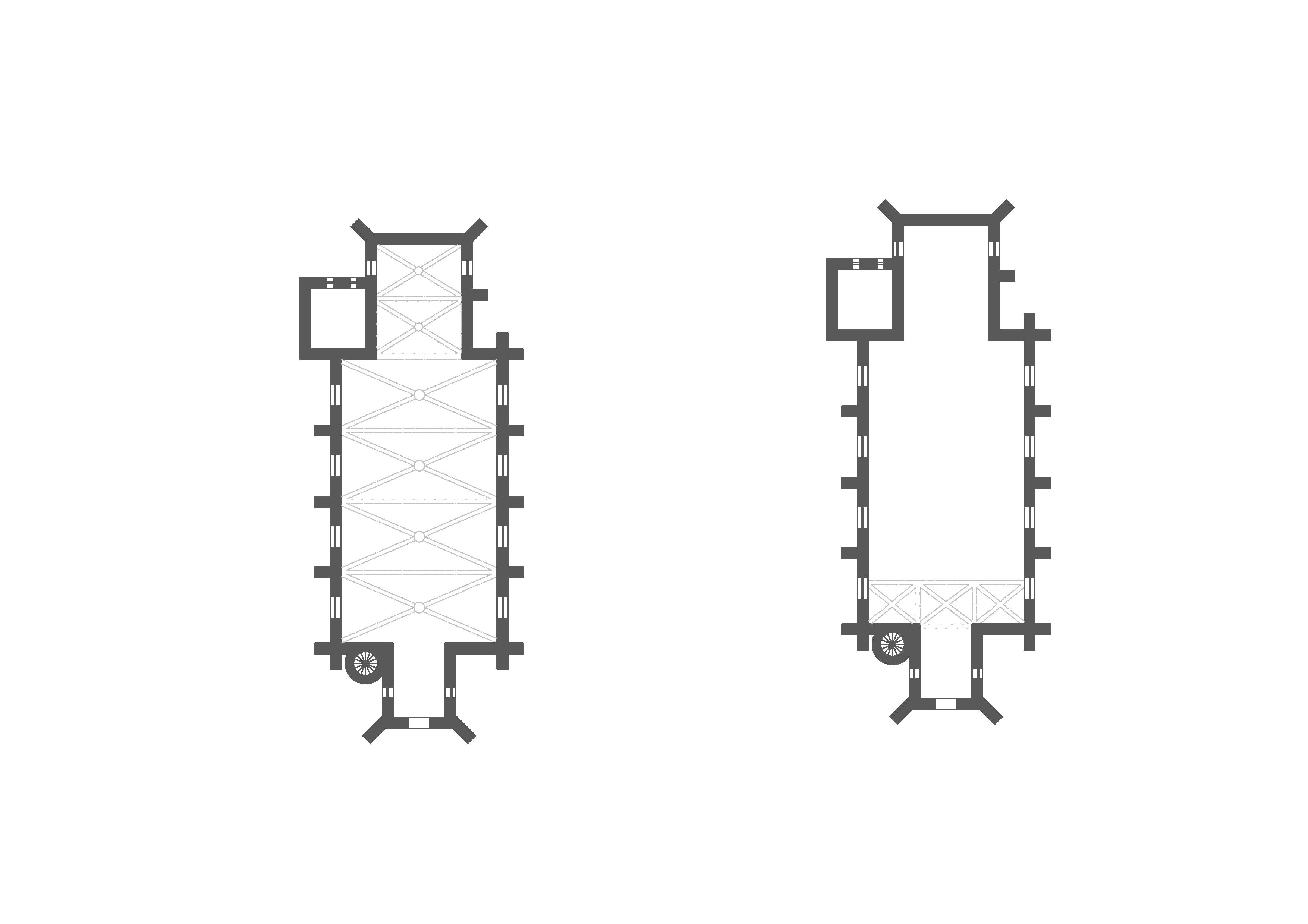
Půdorys

## Historie
První zmínky o kostele v Suché (stejně jako o vesnici) pocházejí z let mezi 1350–1384. Původně dřevěný gotický kostel o ploše 83m² si nechali vystavět místní zemané.
Kolem roku 1850 do Suché přišli Harrachové a zchátralý kostel nechali strhnout. Ostatky z hřbitova, který během let okolo kostela vznikl, byly odvezeny na nový hřbitov. Na jeho místě v roce 1885 Jan Nepomuk Harrach založil nový pseudogotický kostel. Podle návrhu architekta J. Šmída a stavitele J. Pošepného z Jilemnice tak vznikl dnešní kostel. Do stavby se zapojila celá vesnice a výstavba tak trvala rekordní čas – pouhé 2 roky, tedy do roku 1887. Do nového kostela byly přesunuty tři zvony z původního kostela (1. vysoký 75 cm s pásem z gotických lilií, který se jako jediný dochoval, 2. vysoký 59 cm se dvěma pásy akantů, 3. s ležícím lvíčkem). V této době zažívala Suchá svůj největší rozmach – žilo tu 420 obyvatel, v roce 2011 to bylo 240 obyvatel.
Po roce 1946 se kvůli politické situaci statut víry a tedy i kostela začal zhoršovat a od 80. let kostel chátral a byl uzavřen. Od roku 1996 se obyvatelé vesnice snažili kostel obnovit, ale bylo to velmi obtížné, jelikož kostel oficiálně neměl status kulturní památky. V roce 2007 byl kostel prohlášen za kulturní památku. Následující rok začaly opravy, na těch se zásadně uplatnila občanská organizace Hradecký venkov. V květnu roku 2013 byl kostel znovu otevřen a 5. 10. 2013 byl vysvěcen panem farářem Josefem Sochou.

## Popis exteriéru
Kostel se nachází v centru vsi Suchá. Půdorys kostela má obdélný tvar. Od pohledu je zřejmý materiál použitý při stavbě – cihla, sokl je však z pískovcových kvádrů. Hlavní portál se nachází v západním průčelí a je sedlový v lomeném ústupkovém oblouku. V tympanonu je vyobrazen rovnoramenný kříž. V tympanonu vedlejšího vchodu (rovněž sedlového v lomeném ústupkovém oblouku) na jižní straně je naopak zobrazen znak Harrachů. Opěrný systém kostela je dvoustupňový. Na hřebeni střechy je sanktusová věžička. Na východní straně kostela je odstupňovaný štít a v závěru kněžiště je zastavěné okno, stejně jako obě okna v přední části kněžiště.
V hlavním západním průčelí se nachází hranolová věž, která však byla přistavěna až později. Původně byla věž dřevěná a samostatná. Ve věžici je funkční zvon z roku 1561 odlitý Janem zvonařem z Hradce (dnešní Hradec Králové). Věž je členěná na tři části. V nejnižší části se nachází portál a lomené okno. Ve středním poli se nachází obdélné okno, v nejvyšší části se nachází zvonice s lomeným okénkem. Nad zvonicí jsou dnes již nefunkční hodiny a nad nimi rodový znak Harrachů – tři paví pera vetknutá do zlaté koule.
Nalevo od věžice bylo přistavěno točité schodiště vedoucí na kruchtu a do zvonice s původními dřevěnými schody.

## Popis interiéru
Kněžiště je od lodi odděleno vítězným obloukem. Je obdélného tvaru a zaklenuto dvěma poli křížové klenby. Výmalba symbolizuje nebeskou klenbu. Loď je rovněž klenuta křížovou klenbou a jednou vyžlabená žebra jsou svedena do jednoduchých konzol geometrického tvaru. Svorníky jsou kruhové a nejsou zdobné, dříve do některých z nich byla zavěšená ozdobná svítidla. Nástěnné malby nejsou zcela dochované, přesto jsou zřejmé zbytky vegetabilní dekorace okolo sbíhajících se žeber. V západní části lodi se nachází kruchta nesená trojosou hrotitou arkádou. V interiéru si lze všimnout opakujícího se motivu rovnoramenného kříže (tzv. světící kříž), například ve výmalbě. Konstrukce krovu nad hlavní lodí je hambalkové soustavy.
Okna mají tvar lomeného oblouku a jsou členěná kovovými rámy, ve vrchní části dvěma jeptiškami a plaménkovým motivem, část oken je dekorována barevnými skly.

## Vybavení
Po obvodu lodi jsou tradičně zavěšeny výjevy z Bible znázorňující ukřižování Ježíše Krista.
Neogotický hlavní oltář Nejsvětější Trojice je vyrobený ze dřeva. Pochází z 80. let 19. století. Retabulum je nad římsou děleno na tři části. V jeho hlavní části je vyobrazen Ježíš Kristus a Bůh Otec, nad nimi je holubice představující Ducha Svatého, na vedlejších částech oltáře jsou vyobrazeni věrozvěstové Cyril a Metoděj, ve spodní části jsou vegetabilní zdobné vzory a kalich s hostií a beránkem božím. Celý oltář je dekorován vimperkem s kraby a fiálami. Na nově zrekonstruovaném sedu je vyobrazen znak rodu Harrachů, kteří dali kostel přestavět. Na pravé straně od hlavního oltáře se nachází boční oltář sv. Jana Nepomuckého z 80. let 19. století. Nalevo od hlavního oltáře je umístěna kazatelna, která byla renovována, je dekorována miniaturami korintského sloupu, dalšími vegetabilními ornamenty a liturgickými výjevy. Ve spodní části je nápis „Velíkáť jest sláva následovati Pána. Sirach 25. 38.
U presbytáře se rovněž nachází křtitelnice, která však byla od znovuotevření využita pouze jednou. Na kruchtě se nacházejí původní varhany z roku 1887 od varhanáře Karla Schiffnera.

## Kampanologie
Dne 24. 5. 2013 byla v kostele Nejsvětější Trojice otevřena nová kampanologická expozice muzea východních Čech. Jsou zde vystaveny sádrové odlitky dnes již neexistujících zvonů. Většina originálů byla během první světové války roztavena a použita na vojenské účely.
První odlitky zvonů zhotovené Josefem Matějkou z Jaroměře nakoupilo východočeské muzeum již v roce 1902. Sbírka muzea se významně rozrostla mezi lety 1916–1918, kdy byl osud většiny zvonů nejistý, byly tak narychlo zhotovovány kopie.
V Suché jsou vystaveny zvony, které souvisí s okolím vesnice. Nejzajímavější je pravděpodobně odlitek zvonu pocházejícího z roku 1738 od Mikuláše Priqueye. Autor zvonu se na svém díle zmiňuje o válce s Turky a o tom, že zvon byl odlit z jiného roztaveného zvonu z roku 1563.